# 1367
1367 (MCCCLXVII) var ett normalår som började en fredag i den julianska kalendern.

## Händelser

### Okänt datum
- Hansan samlar ett stort förbund mot Danmark, bestående av Sverige, Mecklenburg och Holstein.

## Födda
- 6 januari – Rikard II, kung av England och herre över Irland 1377–1399.
- 3 april – Henrik IV, kung av England och herre över Irland 1399–1413.

## Avlidna
- 23 augusti – Gil Álvarez de Albornoz, spansk kardinal.